# Hipodrom

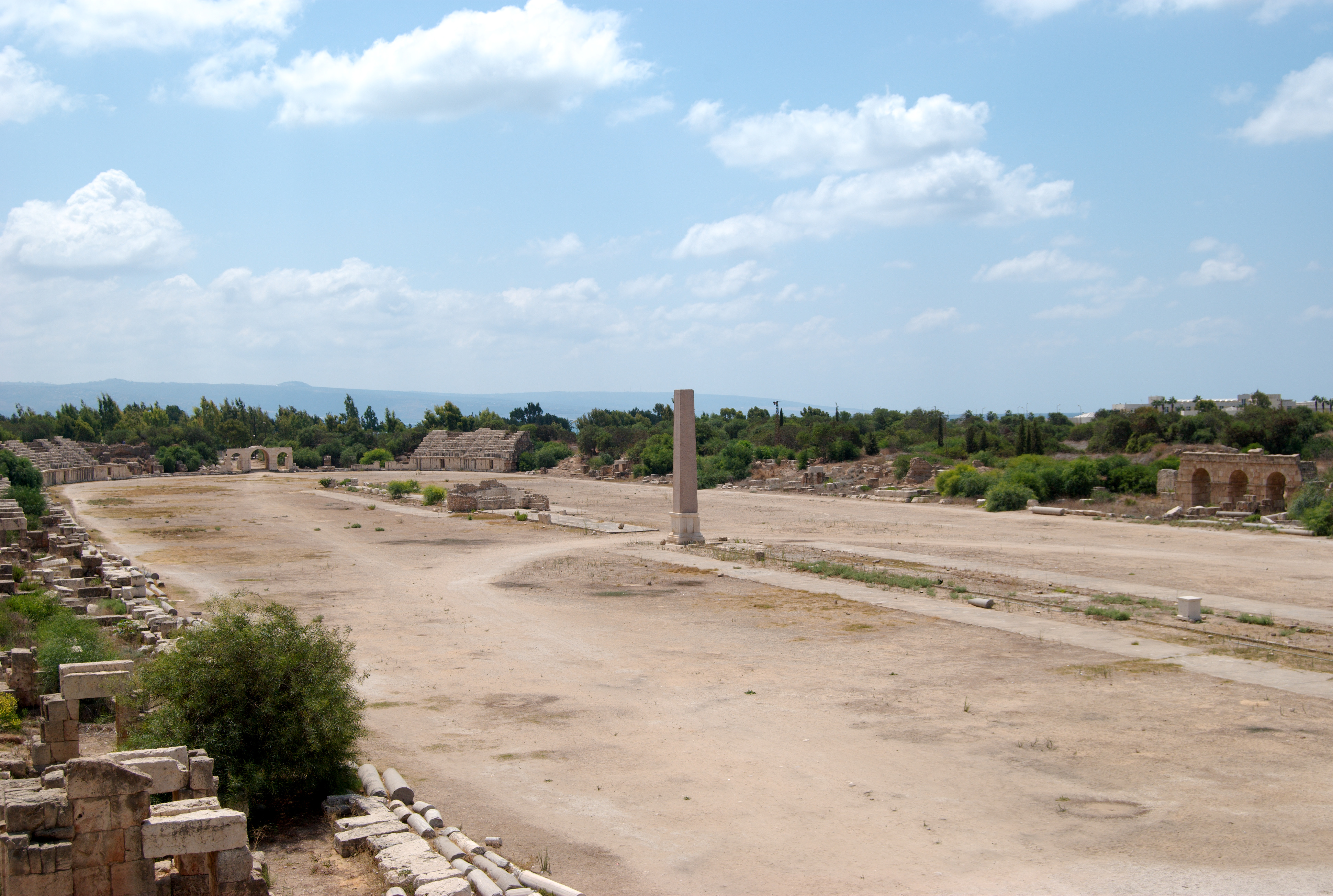
Hipodrom z okresu rzymskiego w Tyrze

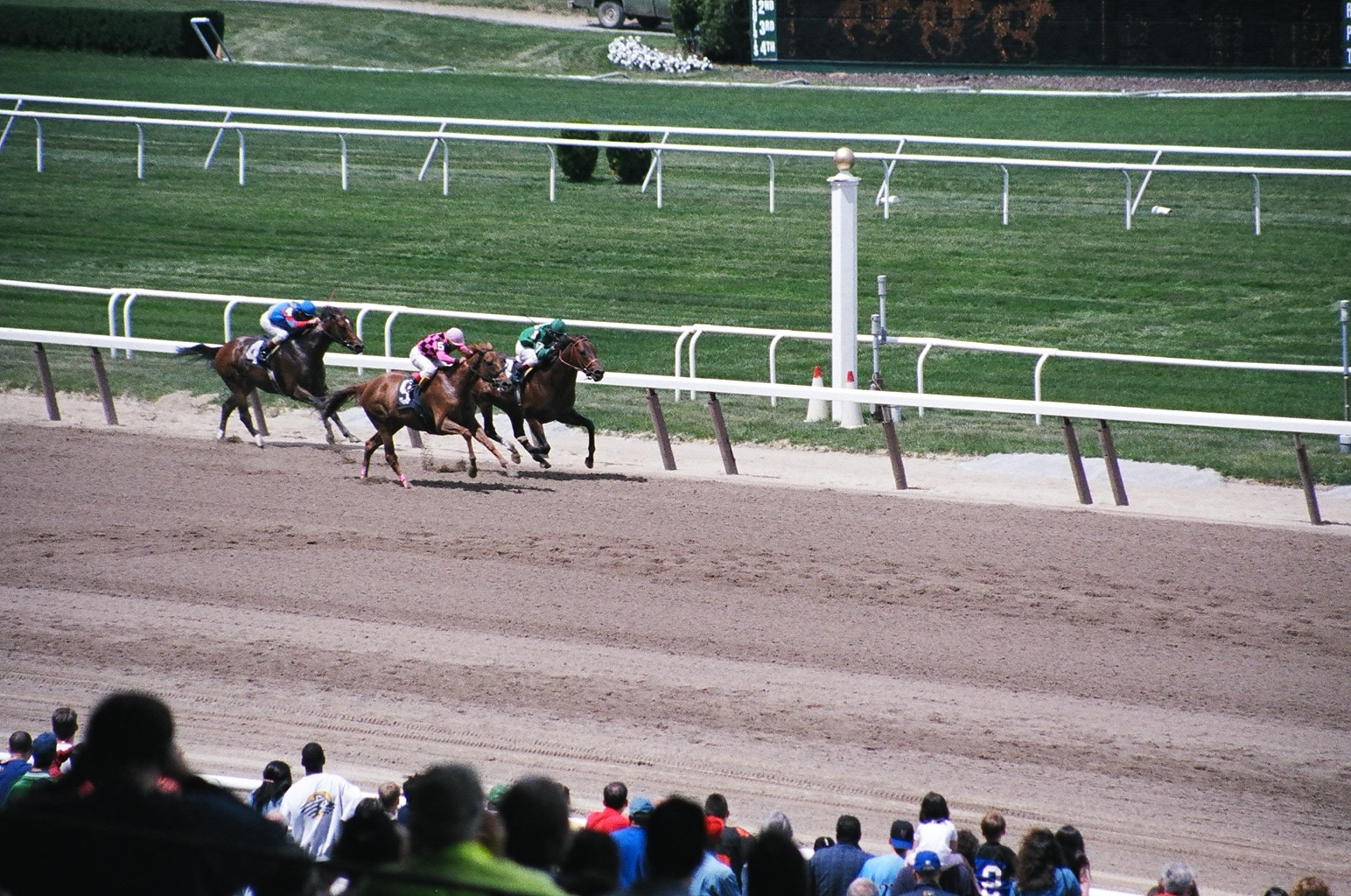
Współczesny hipodrom Belmont Park w amerykańskim Elmont

Hipodrom (hippodrom; gr. ἱππόδρομος, od ἵππος hippos – koń i δρόμος dromos – droga) – plac przeznaczony do odbywania wyścigów konnych.
W starożytnej Grecji był placem o zarysie wydłużonego prostokąta, zakończonym z węższych stron półokrągło i pełniącym funkcję toru wyścigowego dla koni i rydwanów. Tor długości ok. 364 metrów wzdłuż dłuższych boków posiadał widownię, którą początkowo stanowiło naturalne zbocze wzgórza uzupełniane nasypem ziemnym (jak np. w Olimpii), później widownię tworzyły trybuny, najpierw drewniane, z czasem kamienne. Najbardziej znane znajdowały się w Olimpii (z VIII wieku p.n.e.) i przy sanktuarium Zeusa na arkadyjskiej górze Lykajon.
W starożytnym Rzymie funkcję hipodromu pełniły cyrki dostosowane do wyścigów konnych i kwadryg. W rzymskich domach prywatnych hipodromem nazywano też cienistą aleję przeznaczoną do ćwiczeń jazdy konnej.
Współcześnie jest to miejsce odbywania popisów, pokazów, wyścigów lub innych jeździeckich zawodów konnych. W konkursie skoków wymiary hipodromu są dowolne, ale muszą one umożliwić regulaminowe rozmieszczenie przeszkód. Hipodrom jest otoczony szrankami (płotkiem), a przekroczenie tego ograniczenia przed zakończeniem konkurencji wyklucza jeźdźca z zawodów.
W Polsce istnieją trzy (2008) hipodromy o klasycznym przeznaczeniu, czyli tory wyścigów konnych:
- Hipodrom Sopot
- Wrocław-Partynice
- Warszawa-Służewiec

W kilku miejscowościach, szczególnie przy ośrodkach hodowlanych i jeździeckich, znajdują się hipodromy o przeznaczeniu ogólnosportowym – na przykład w Jarantowie koło Kalisza, gdzie w 2008 odbyły się V Mistrzostwa Świata w Powożeniu Zaprzęgami Jednokonnymi.